# Biserica „Sf. Trei Ierarhi” din Islaz
Biserica cu hramul „Sfinții Trei Ierarhi” din Islaz, județul Teleorman, este o biserică ortodoxă ridicată între 1853-1857 de vorniceasa Zoe Brâncoveanu, proprietara moșiei.
Este înscrisă în Lista Monumentelor Istorice cu codul TR-II-m-B-14345. Interiorul bisericii a fost pictat de Gheorghe Tattarescu.

### Preoții
Preotul Gheorghe sin Popa Gheorghe, născut undeva între 1798 și 1810, a slujit între 1834-1877, a participat la sfințirea apei și a drapelelor revoluționare la 9 iunie 1848 în evenimentul Proclamației de la Islaz alături de preoții Radu Șapcă din Celei și Oprea sin Dumitru din Islaz. A fost căsătorit cu Neaga și a trecut la cele veșnice la 30 august 1877 și este înmormântat lângă peretele altarului, la nord.
Preotul Pantelimon sin Tănasie Zărafu, s-a născut între 1822 și 1828, și a slujit începând din 1853. A fost căsătorit cu Maria și a trecut la cele veșnice undeva între 1870-1878. A fost primul preot special hirotonit pe seama acestei biserici.
Preotul Procopie Popescu s-a născut în jurul anului 1834 și a fost căsătorit cu Stana. A slujit între 1864-1879. A trecut la cele veșnice la 27 octombrie 1879 și este înmormântat lângă altarul bisericii, la nord. De la acesta vine numele de familie Procopiescu.
Preotul Pantelimon Procopiescu s-a născut la 20 aprilie 1857, primul copil al preotului Procopie. S-a căsăsorit în 1878 cu Ana Popescu din Craiova, fiica preotului Andrei de la biserica „Sfinții Apostoli” și a Elenei. A slujit între 1879-1942, fiind paroh între 1879-1935 și preot pensionar din 1935. A trecut la cele veșnice la 6 august 1948 și ste înmormântat în cimitirul parohial.
Preotul Vasile Procopiescu s-a născut la 5 octombrie 1859, al doilea copil al preotului Procopie. S-a căsătorit în 1880 cu Paraschiva, fiica preotului Nicolae și a Floarei din satul Celei. A slujit între 1881-1928, fiind coslujitor la biserica „Sfinții Trei Ierarhi” între 1881-1918 și paroh la biserica „Sfântul Nicolae” din Islaz între 1918-1928. A trecut la cele veșnice la 29 august 1928 și este înmormântat în cimitirul parohial.
Preotul Petre Florescu s-a născut la 13 ianuarie 1907, fiul biologic al lui Costea M. Iancu și Anica, fiica preotului Procopie, respectivul fiul adoptiv al învățătorului Nestor Florescu și Gherghina, soră cu Anica. S-a căsătorit în 1932 cu Stela Florescu, fiica preotului Ioan și a Anei din orașul Caracal. A slujit între 1933-1979, fiind coslujitor între 1933-1935 și paroh între 1935-1979. A trecut la cele veșnice la 29 septembrie 1979 și este înmormântat în cimitirul parohial.
Preotul Ion P. Florea s-a născut la 10 septembrie 1916, fiul lui Paraschiv și Floarea Căcărează. S-a căsătorit în 1942 cu Lavinia Procopiescu, nepoata preotului Pantelimon Procopiescu. A slujit între 1943-1972 pe seama parohiei înființate pentru el, Islaz III, desființată după trecerea sa la cele veșnice din 17 ianuarie 1972. Este înmormântat în cimitirul parohial.
Preotul Trofim Păstoru (Pastuhov) s-a născut la 2 februarie 1906 în satul Braicova (Braicău), jud. Soroca din Basarbia, fiul lui Pantelimon și Maria. A fost căsătorit cu Elena, a slujit în Rediu Mare, jud. Soroca, iar în timpul celui De-al Doilea Război Mondial s-a refugiat în România, ajungând în Islaz. A trecut la cele veșnice la 17 iulie 1944 și este înmormântat în cimitirul parohial, dar nu se mai cunoaște locul mormântului. Pe aleea principală a cimitirului este amplasată o cruce cenotaf, ridicată de soția sa în anii 1980.
Preotul Ștefan Fișcuci s-a născut la 29 noiembrie 1953, fiul lui Constantin și Floarea. A slujit între 1979-1980 drept coslujitor la biserica „Sfinții Apostoli” din cartierul Odaia al orașului Turnu Măgurele, iar între 1980-2018 ca paroh la biserica „Sfinții Trei Ierarhi” din Islaz, pensionându-se pentru limită de vârstă.

### Cântăreții
Nicolae Preotu Gheorghe (1831-†?), la 1860.
Mitran Preotu Matei, la 1865.
Stancu Anghel Nițu, între 1856-1883.
Alexandru Preotu Gheorghe (1836-†?), între 1873-1903, cel care dă numele familiei Alexandrescu din Islaz.
Gheorghe Dincă Popa (1848-†?), din 1883.
Mihail Procopiescu (5/6 octombrie 1867 - † 3 iulie 1946), între 1897-1916 și 1921-1935.
Nestor Florescu (22 decembrie 1869 - † 20 ianuarie 1954), între 1903-1921.
Gheorghe Gh. Procopiescu (21 octombrie 1899 - † 13 octombrie 1977), între 1916-1961.
Florea Fl. Sindile, între 1921-1922.
Teodor Domenti, refugiat din Basaraia, la 1946.
Ion Gh. Sindile (9 martie 1913 - † 9 ianuarie 2004), între 1936-1976.
Paraschiv Fl. Mincă (5 iulie 1920 - † 5 iulie 1988), între 1958-1988.

Date de contact
Preot Neluș Purcea, paroh - 0748 402 923